# Wilhelm Thesleff

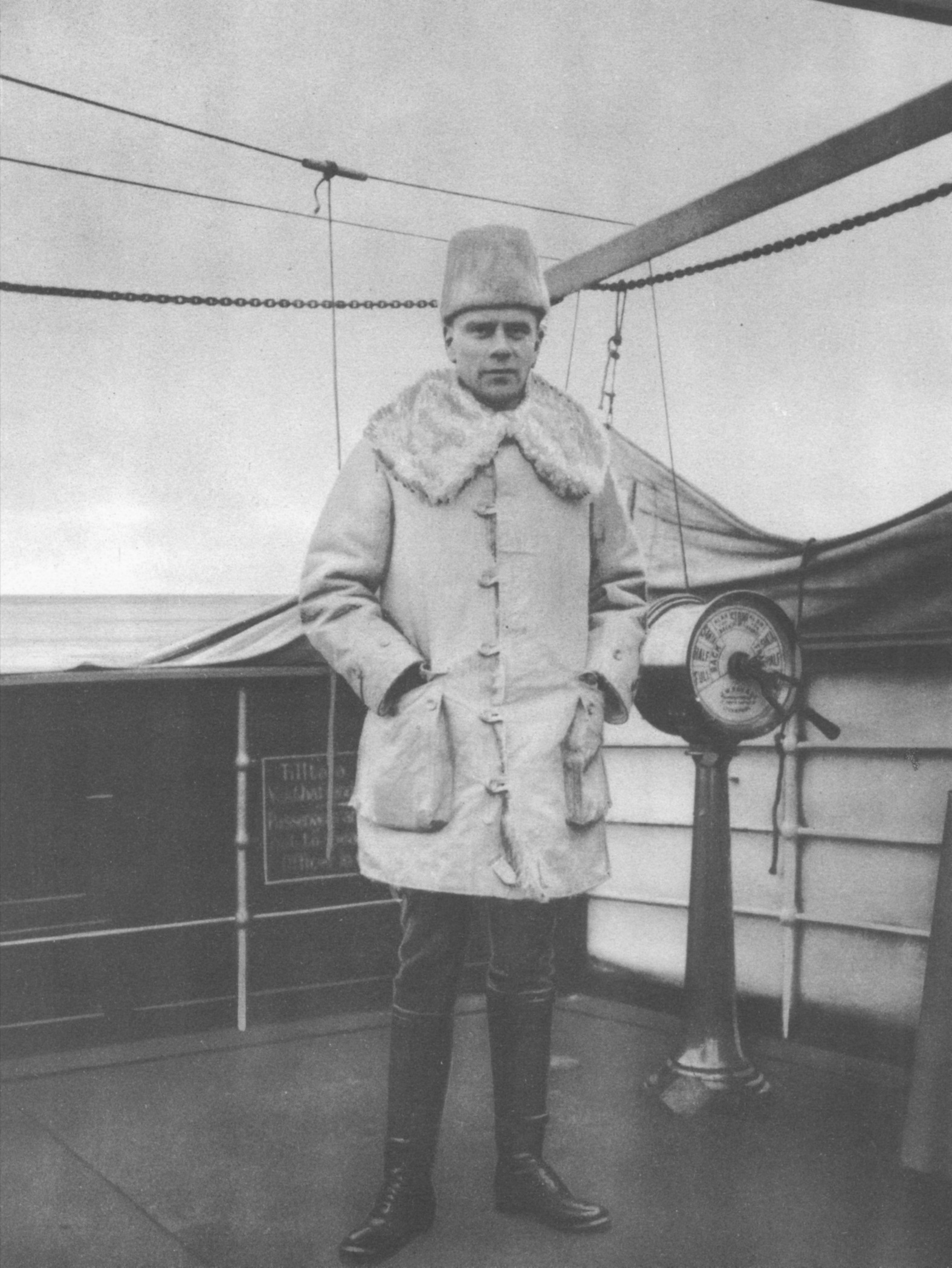
Wilhelm Thesleff (1918)

Wilhelm Alexander Thesleff, född 17 juli 1880 i Viborgs landskommun, död 26 mars 1941 i Helsingfors, var en finländsk militär.
Thesleff utexaminerades från Finska kadettkåren i Fredrikshamn 1901 och tjänstgjorde därefter vid de ryska gardestrupperna. Han tog avsked som överstelöjtnant 1911, men inkallades vid första världskrigets utbrott. Han tillfångatogs av tyskarna i Riga 1917 och blev på finländsk begäran jägarrörelsens representant i tyska generalstaben. Han förde befälet över jägarna, som då blivit finska soldater, under deras färd till Finland februari 1918. Han råkade i konflikt med Gustaf Mannerheim. Under finska inbördeskrigets slutskede förde Thesleff befälet över östnylänningar och helsingforsare, som bildade en frikår.
Thesleff var även förbindelseofficer i Östersjödivisionens stab. Vid general von der Goltz landstigningsoperation med Östersjödivisionen i Hangö i den röda arméns rygg medföljde frivilligbataljonen "Thesleff" under dennes befäl. Han utnämndes i maj 1918 till krigsminister och var på hösten 1918 en kort tid t.f. överbefälhavare. Han återvände därefter till affärslivet. Från 1925 till 1931 ägde han Margaretebergs gård i Esbo och från 1931 till 1941 Båtvik i Kyrkslätt.
Thesleff utnämndes till generalmajor 1918.
Wilhelm Thesleffs son var professor Stephen Thesleff.